# Museu da Infância e do Brinquedo
O Museu da Infância e do Brinquedo, atualmente Museu do Brinquedo de Fortaleza, é um museu que foi fundado no ano de 2012 na cidade de Fortaleza, capital do estado do Ceará.

## História

### Fundação junto a Universidade Federal do Ceará
Em sua fundação, o museu esteve ligado à Universidade Federal do Ceará (UFC) como umprojeto de extensão e ficava localizado no Instituto de Educação Física e Esportes da universidade.
O docente Marcos Teodorico Pinheiro de Almeida foi o responsável pela elaboração do projeto e continuou sendo depois da desvinculação do projeto da UFC. Possui um rico acervo com mais de 2.500 brinquedos, construído a partir da coleção pessoal de Marcos Teodorico Pinheiro de Almeida, de seus amigos, familiares e colaboradores. Conta com itens de diversas partes do mundo lançados ao longo dos últimos cinquenta anos. Além desse museu existem, ao menos, mais 7 dedicados ao tema do brincar espalhados pelo Brasil. Na região Nordeste, está situado o Museu do Brinquedo Popular. Na região sudeste, estão os Museu dos Brinquedos, Museu da Educação e do Brinquedo e Museu do Brinquedo da FAFIL. Na região centro-oeste Museu das Bonecas e Brinquedos. Na região sul do país estão presentes, o Museu da Infância e o Museu do Brinquedo da Ilha de Santa Catarina.

### Desvinculação da UFC
A desvinculação do Museu da Infância e do Brinquedo da Universidade Federal do Ceará, levou o coordenador do projeto Marcos Teodorico Pinheiro de Almeida a rebatizá-lo de Museu do Brinquedo de Fortaleza. Sem um espaço físico permanente, o museu funciona exclusivamente em formato virtual, como um blog que busca reunir colecionadores de brinquedos a fim de realizar exposições temporárias e itinerantes de seus acervos pessoais.

## Exposições itinerantes

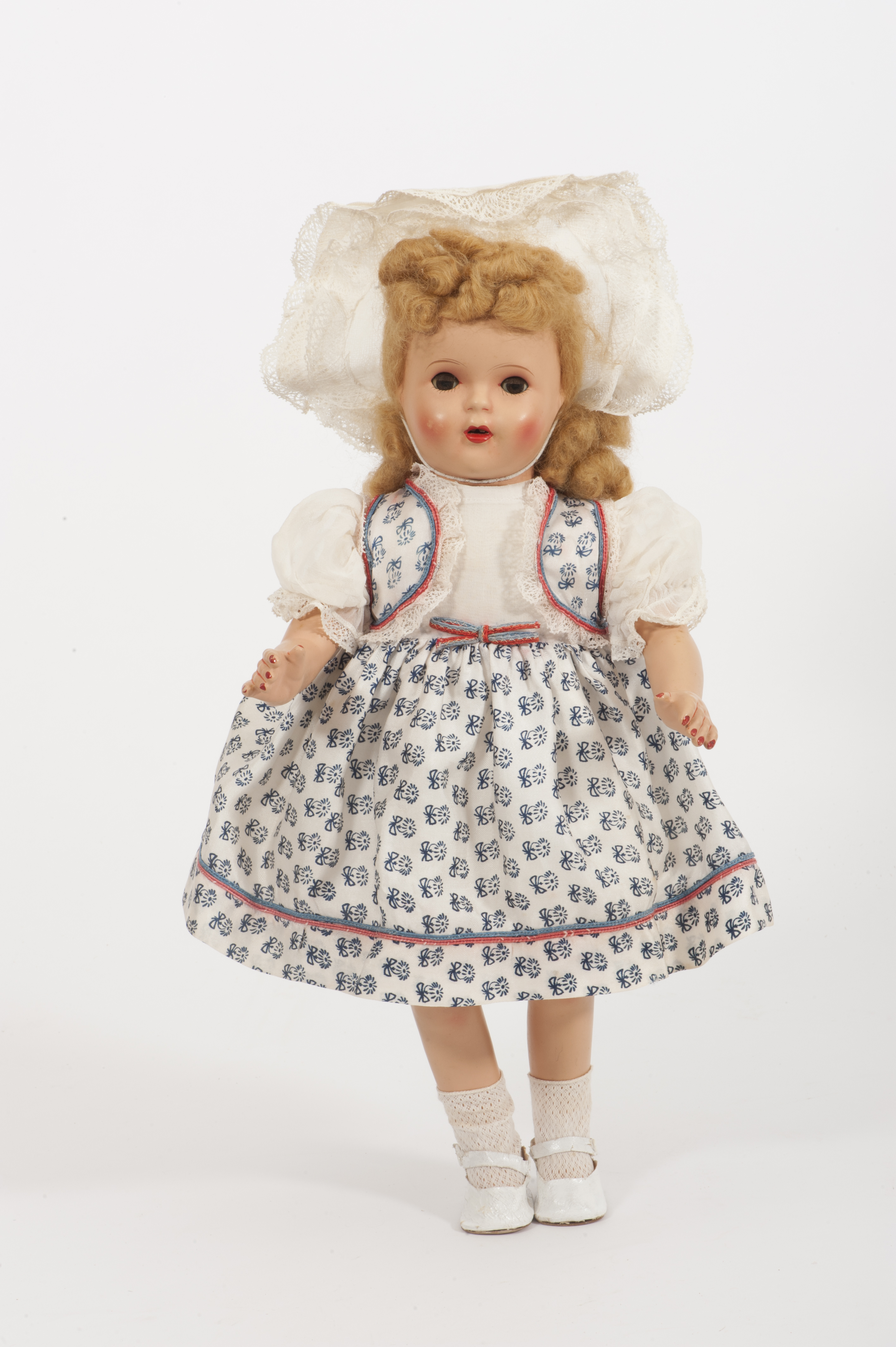
Brinquedo boneca, de 1956.

Em 2015, o museu realizou uma exposição no Festival Kids & Mamas noShopping Iguatemi de Fortaleza. Também expôs os brinquedos na Exposição na Fábrica Fortaleza e, em 2018, realizou a exposição “Cultura Lúdica Hibrida de Jogos e Brinquedos” na Casa José de Alencar.